# Grimmia grisea
Grimmia grisea är en bladmossart som beskrevs av Jules Cardot 1906. Grimmia grisea ingår i släktet grimmior, och familjen Grimmiaceae. Inga underarter finns listade i Catalogue of Life.